# Färjestaden
Färjestaden je přístavní město na západním pobřeží ostrova Öland u Kalmarského průlivu Baltského moře. Nachází se v okrese Mörbylånga v kraji Kalmar v jižním Švédsku.

## Historie
K Färjestadenu patří i hrad Gråborg, který byl postaven pravděpodobně v 6. století a rozšířen ve středověku a je to pozůstatek největšího hradu na Ölandu. Již od nepaměti byl Färjestaden důležitou spojnicí mezi Ölandem a městem Kalmar. Přístav tvořilo před rokem 1903 jen jednoduché molo, poté byla zahájena rozsáhlá modernizace přístavu. K novému přístavu postavila společnost Södra Ölands Järnväg v roce 1909 železniční trať mezi Färjestadenem a Borgholmem a v přístavu vzniklo malé železniční depo. Zástavba se dlouho soustřeďovala kolem ústřední ulice Storgatan.
S rozhodnutím výstavby velkého mostu Ölandsbron (Ölandský most) přes Kalmarský průliv v roce 1966, nastala nová expanze města Färjestaden. S otevřením mostu v roce 1972 ustala pravidelná trajektová doprava, význam přístavu poklesl, trajekty byly prodány a nastal příliv turistů. V roce 1980 bylo postaveno nákupní centrum Ölands Köpstad. Jeden ze starých trajektů, Kalmarsund VIII, byl v roce 1999 odkoupen zpět do Färjestadenu a nyní kotví v přístavu. V létě 2011 byla částečně obnovena trajektová doprava mezi centrem Kalmaru a Färjestadenem pomocí katamaránu Dessi, který může přepravit asi 40 jízdních kol a 118 cestujících.

## Další informace
Färjestaden, který měl v roce 2020 6130 obyvatel, se rozrůstá a podle počtu obyvatel je největším městem na Ölandu, tj. větší než ölandská okresní města Borgholm a Mörbylånga. Působí zde také florbalový klub FBC Kalmarsund.

## Galerie

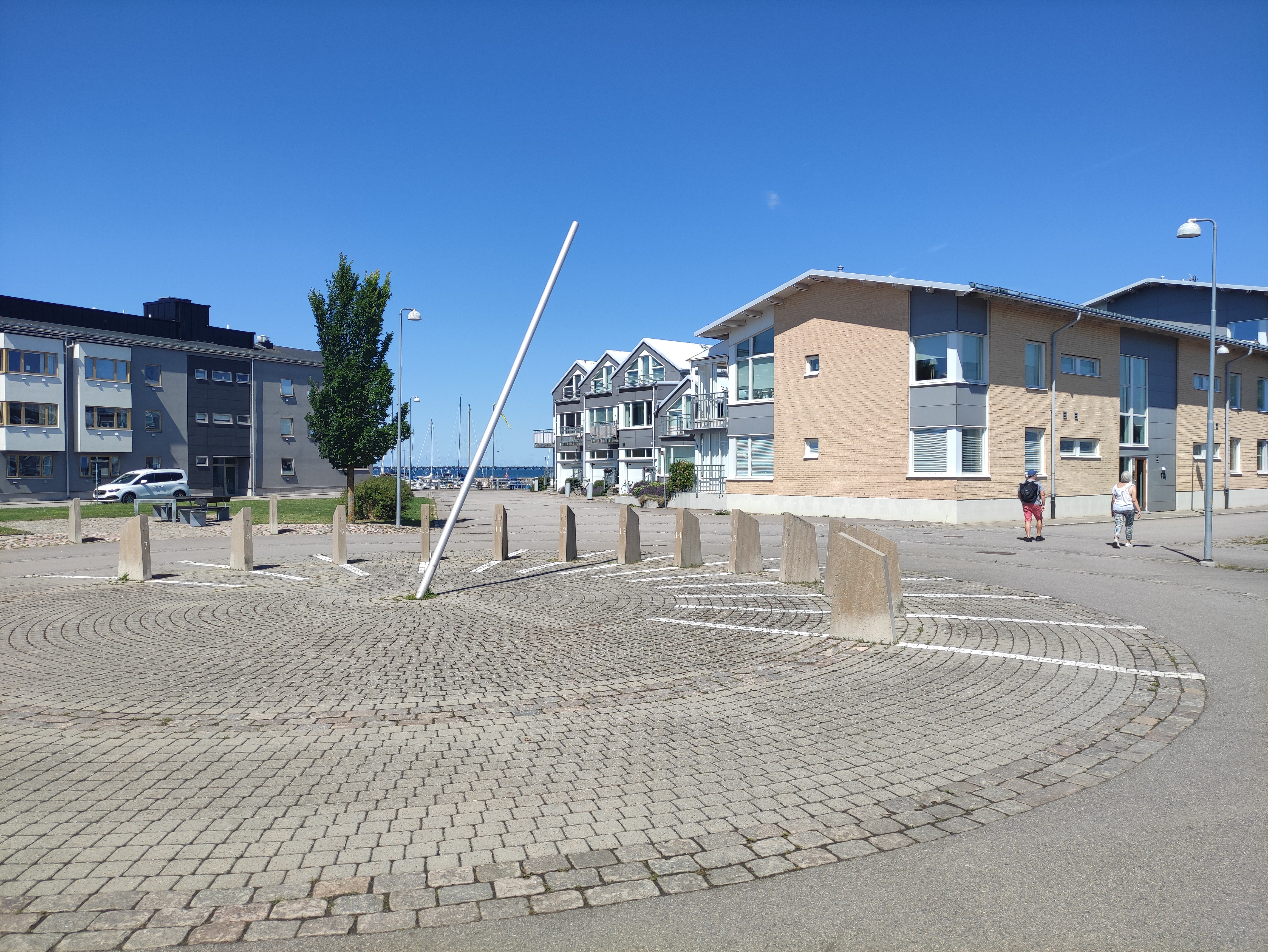
Horizontální sluneční hodiny
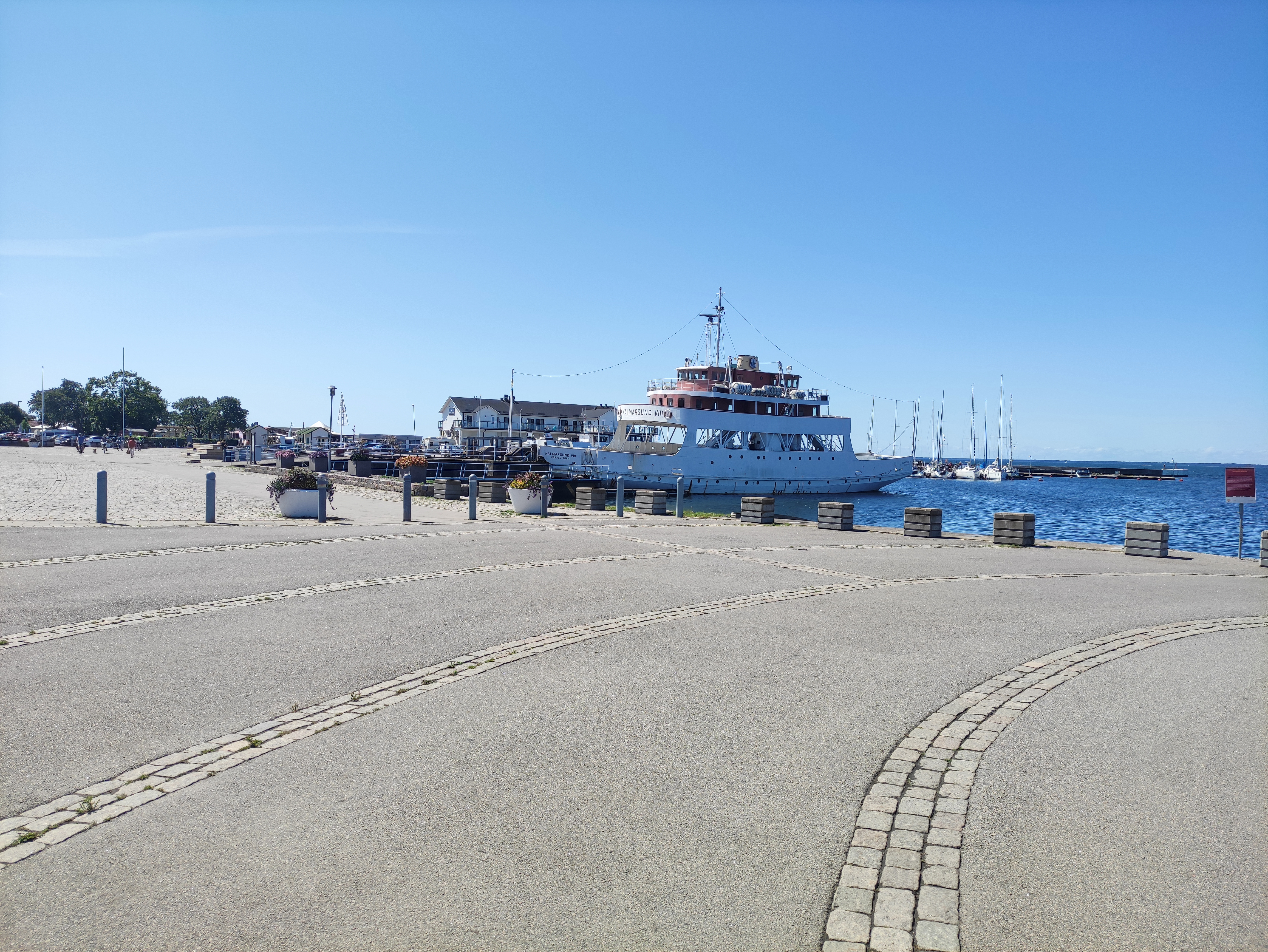
Kalmarsund VIII v přístavu
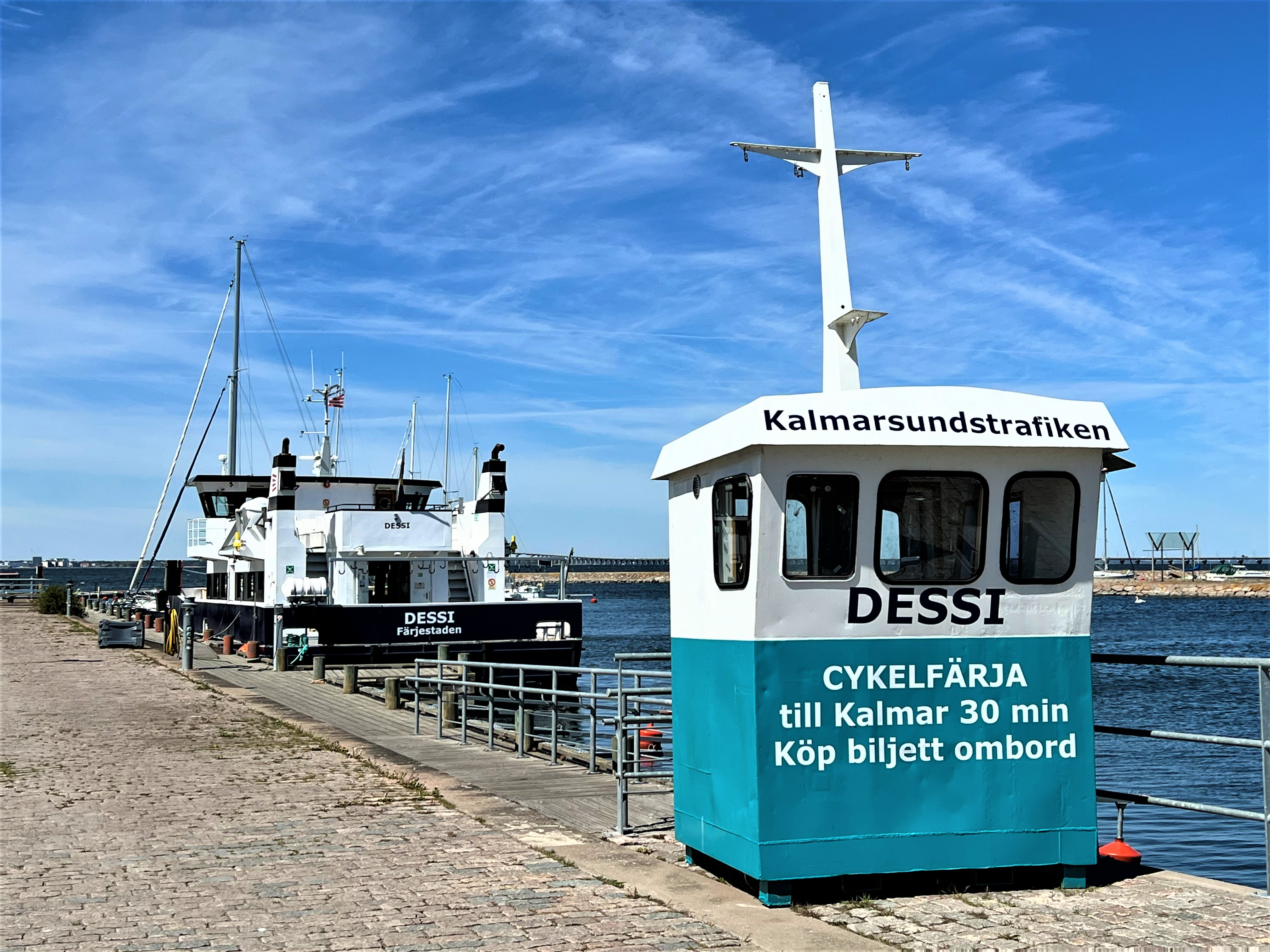
katamarán Dessi v přístavu
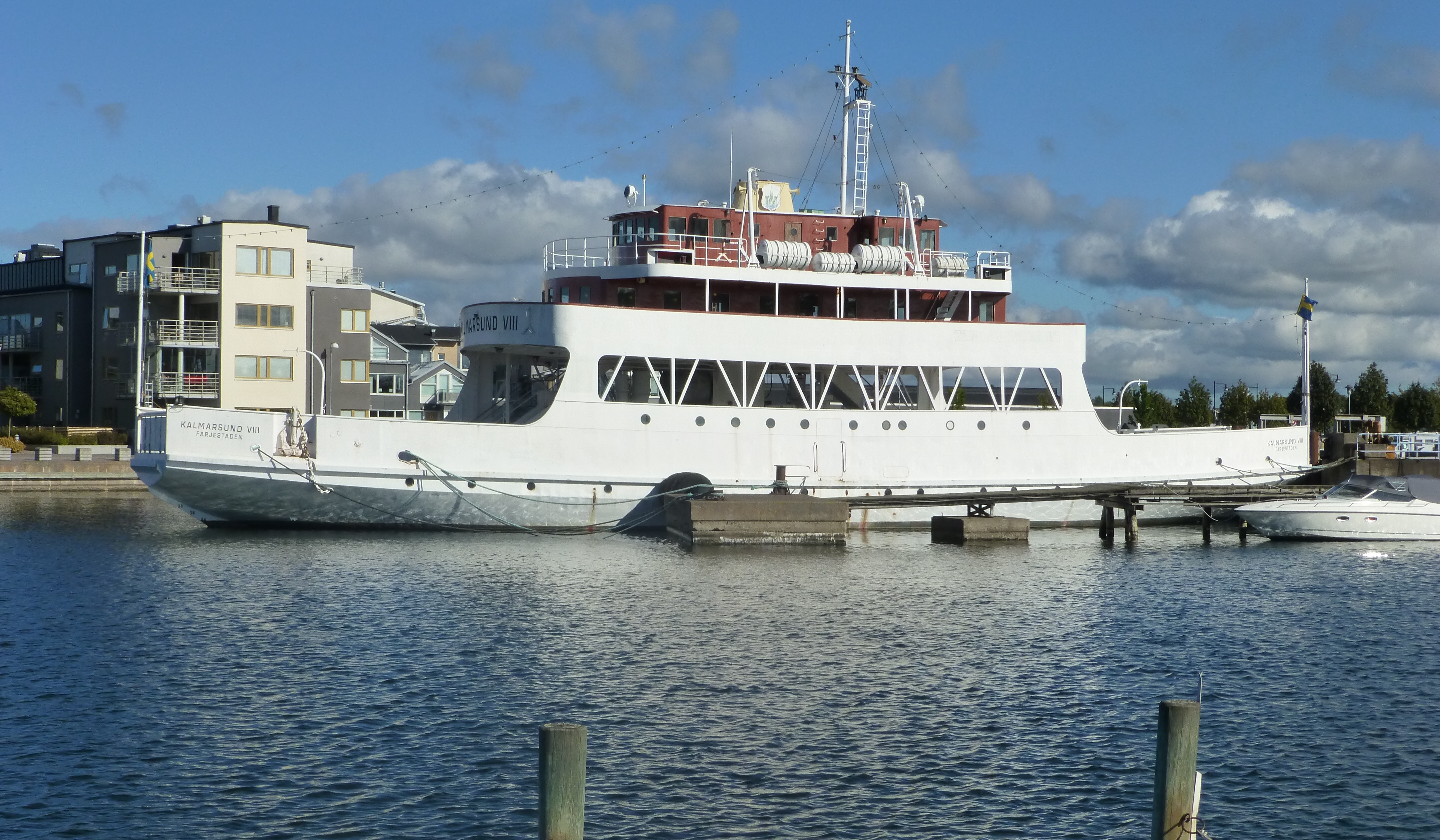
Kalmarsund VIII
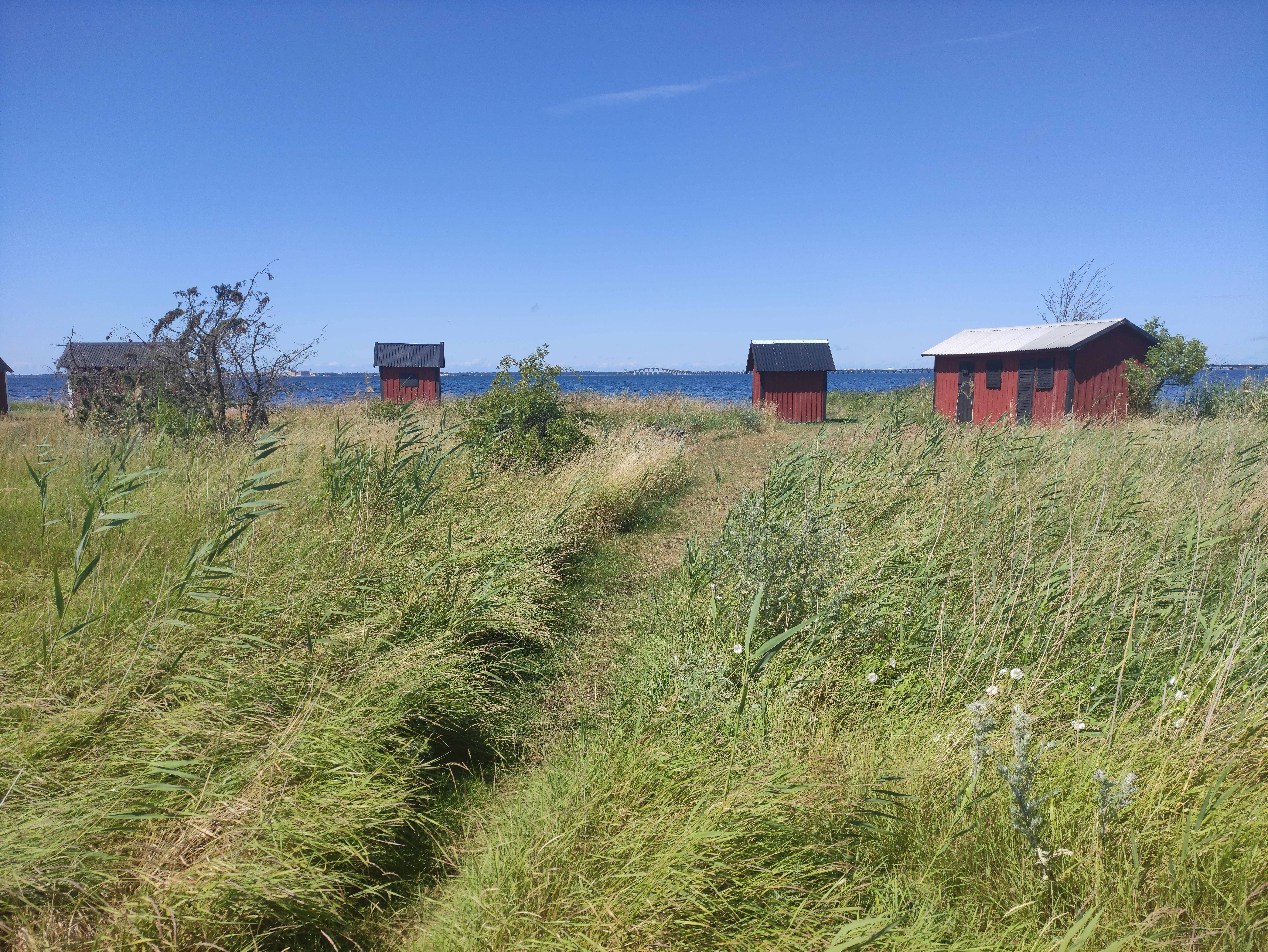
Rybníky v okolí
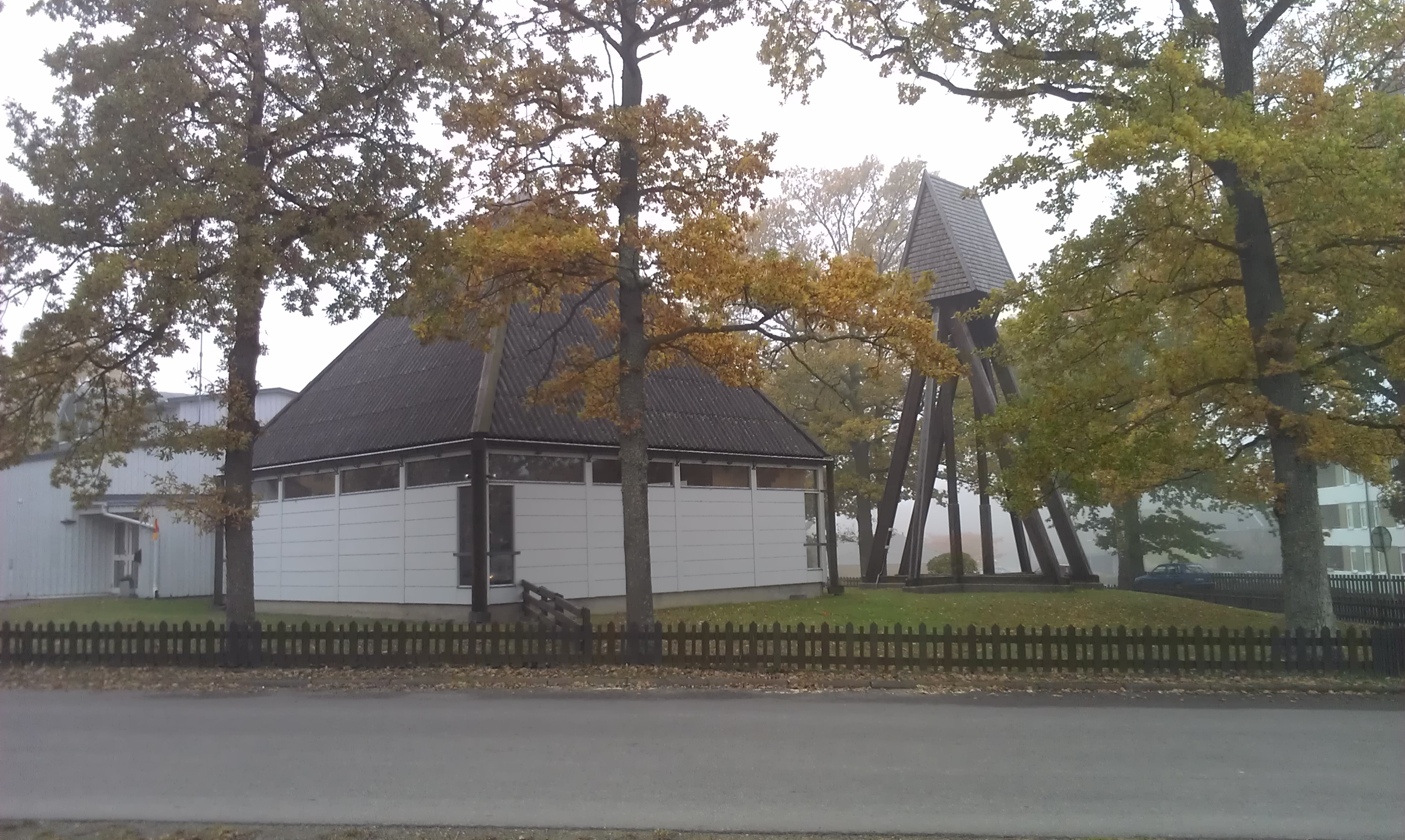
Kaple
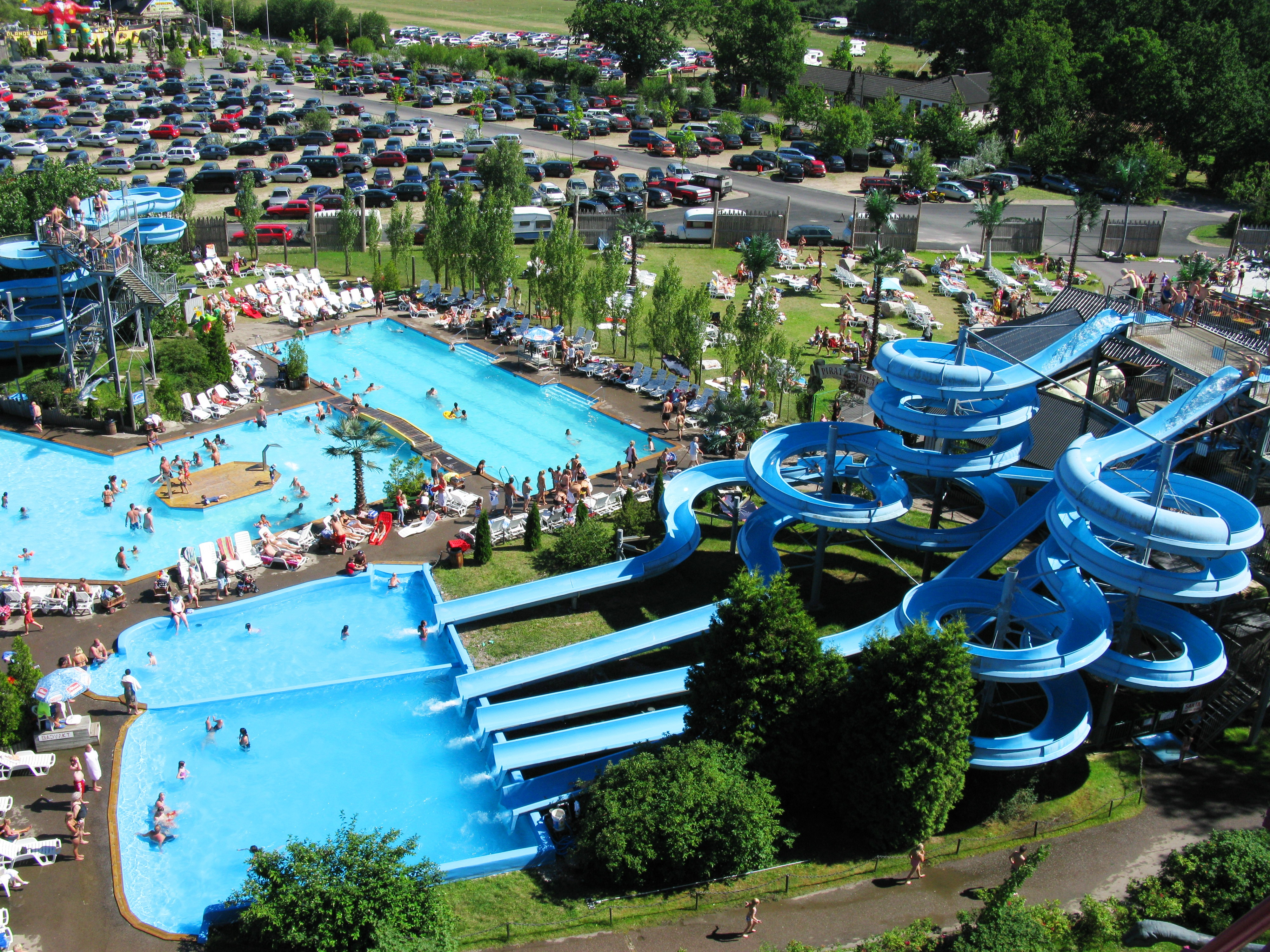
Ölands djur- och nöjespark - Zoo, vodní a zábavní park